# Amphiodia planispina
Amphiodia planispina är en ormstjärneart som först beskrevs av v. Martens 1867.  Amphiodia planispina ingår i släktet Amphiodia och familjen trådormstjärnor. Inga underarter finns listade i Catalogue of Life.